# Acanthodendrilla
Acanthodendrilla is een geslacht van sponsdieren uit de klasse van de Demospongiae (gewone sponzen).

## Soorten
- Acanthodendrilla australis Bergquist, 1995
- Acanthodendrilla levii Uriz & Maldonado, 2000